# جامعة خاركوف الوطنية الزراعية
جامعة خاركوف الوطنية الزراعية مؤسسة تعليم عالي أوكرانية، (بالأوكرانية: Харківський національний аграрний університет ім. В. В. Докучаєва) هي جامعة تقع في خاركيف أوبلاست، أوكرانيا. تأسست هذه الجامعة في سنة 1816